# Ілавський повіт
Ілавський повіт (пол. powiat iławski) — один з 19 земських повітів Вармінсько-Мазурського воєводства Польщі.
Утворений 1 січня 1999 року в результаті адміністративної реформи.

## Загальні дані
Повіт знаходиться у західній та центральній частині воєводства.
Адміністративний центр — місто Ілава.
Станом на 1.01.2008 населення становить 90 086 осіб, площа 1385,06 км².
На терени повіту були депортовані 712 українців з українських етнічних територій у 1947 році (т. з. акція «Вісла»).

## Демографія
Демографічні дані повіту станом на 30.06.2005:
|       | Всього | Всього | Жінки  | Жінки | Чоловіки | Чоловіки |
| ----- | ------ | ------ | ------ | ----- | -------- | -------- |
|       | осіб   | %      | осіб   | %     | осіб     | %        |
| Повіт | 89 958 | 100    | 45 784 | 50,9  | 44 174   | 49,1     |
| Міста | 51 705 | 100    | 26 798 | 51,8  | 24 907   | 48,2     |
| Села  | 38 253 | 100    | 18 986 | 49,6  | 19 267   | 50,4     |